# 과정과 실재
《과정과 실재》(Process and Reality, 1929)는 알프레드 노스 화이트헤드의 주저로, 1927~28년 에든버러 대학에서의 기포드 강연을 바탕으로, 부제가 '우주론에의 한 시론(試論)'이라고 되어 있듯이 과학을 배경으로 하는 통일적인 세계관(형이상학 체계)을 수립하려고 한 책이다.

## 소개
그가 스스로의 사상을 '유기체의 철학'이라 명명하고 전통적인 실체(substance)의 철학을 극복하려 했다고 볼 수 있다. 따라서 실체에 대응하는 것으로 세계를 구성하는 요소로서의 '현실적 존재'나 '현실적 기회'를 말하는데, 이는 상호간 유기적으로 작용을 주고 받는 현실의 다이내믹한(동적) 과정을 뜻한다.
이 과정이라는 개념은 그의 사상의 기초이며, 시간·공간에 전개되어 있는 사건을 말하는 것이다. 자연의 세계가 이와 같은 사건이라고 하는 유기적이며 창조적인 관계로부터 성립되어 있다는 것은 우리들의 직접적인 경험이 입증하고 있다. 이를 바르게 설명할 수 있는 것은 유기체의 철학 이외에는 없다.
이 책은 5부로 되어 있는데, 제1부 '사변적 구도(思辨的構圖)'에서는 그의 유기체적 철학의 체계를 구성하는 여러 카테고리가 제시되고, 제2부 '토론과 적용'에서는 과거의 철학설과 대비된다. 제3부 '파악의 이론'에서는 현실적 존재간의 상호 작용을 말하고 물심이원론(物心二元論)을 극복한다. 제4부 '외연(外延)의 이론'에선 과학적 여러 개념이 검토되고, 제5부 '최종적 해석'에서는 현실적 존재의 궁극적 설명으로서 '신'이 설정되고 있다.
매우 난해한 책이지만, 이것은 화이트헤드의 철학적 정열이 약동했기 때문이며, 사실은 이러한 사상이 그의 과학과 철학에 대한 깊은 사색의 결실임을 간과해서는 안 된다.

## 관련 인물
이 책을 저작하는 데 주로 영향을 받은 인물은 다음과 같다.
- 앙리 베르그손
- 존 로크
- 윌리엄 제임스
- 존 듀이

## 같이 보기
- 인터넷 철학 백과사전
- 스탠퍼드 철학 백과사전